# Себастьян Фестнер
Себастьян Фестнер (нім. Sebastian Festner; 30 червня 1894, Гольцкірхен — 25 квітня 1917) — німецький льотчик-ас, віцефельдфебель Прусської армії.

## Біографія

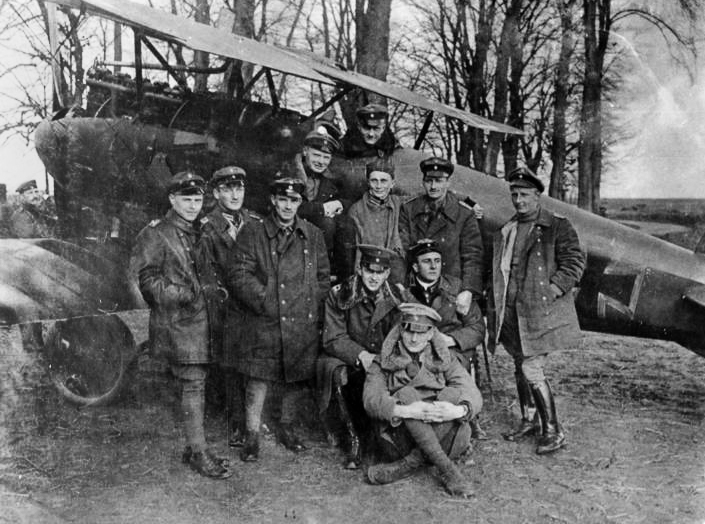
Фестнер (третій ліворуч) з іншими льотчиками 11-ї винищувальної ескадрильї (23 квітня 1917).

Учасник Першої світової війни, почав службу в авіації механіком у 1-му льотному дивізіоні. В лютому 1915 року перейшов у баварський 7-й льотний дивізіон у званні єфрейтора. Ще до льотної підготовки у баварських 2-му та 5-му льотному запасному дивізіоні вчився літати неофіційно, прагнучи стати льотчиком. З 10 вересня 1916 року літав у складі 18-го льотного дивізіону, вже 15 вересня був переведений у баварський 5-й льотний дивізіон, але служба у розвідувальних ескадрильях його не задовольняла. 10 листопада 1916 року переведений в 11-ту винищувальну ескадрилью, де число його перемог стало швидко зростати.
Загинув 25 квітня 1917 року. Подробиці загибелі Фестнера точно не встановлені. За однією версією вважається, що його літак Albatros D.III (2251/16) був підбитий із землі або втратив лопать пропелера. Інша версія свідчить, що над Оппі його збили лейтенанти К.Р. О'Браєн та Дж.Л. Діксон, що літали у складі 43-ї ескадрильї на А 8232 Sopwith 1 1/2 Strutter. У німецьких документах є згадка, що Фестнер в останньому бою боровся з чотирма машинами типу ВЕ. Відомо, що він загинув під час падіння свого літака між Гавреллем і Байолем, його тіло ніколи не було знайдено.
Всього за час бойових дій здобув 12 перемог, серед яких — Bristol Fighter 2а капітана Ліфа Робінсона, кавалера хреста Вікторії.

## Нагороди
- Залізний хрест 2-го і 1-го класу
- Нагрудний знак військового пілота (Пруссія)
- Королівський орден дому Гогенцоллернів, хрест одержувача з мечами (23 квітня 1917) — другий нагороджений.